# Doppelschleuse (Bremerhaven)

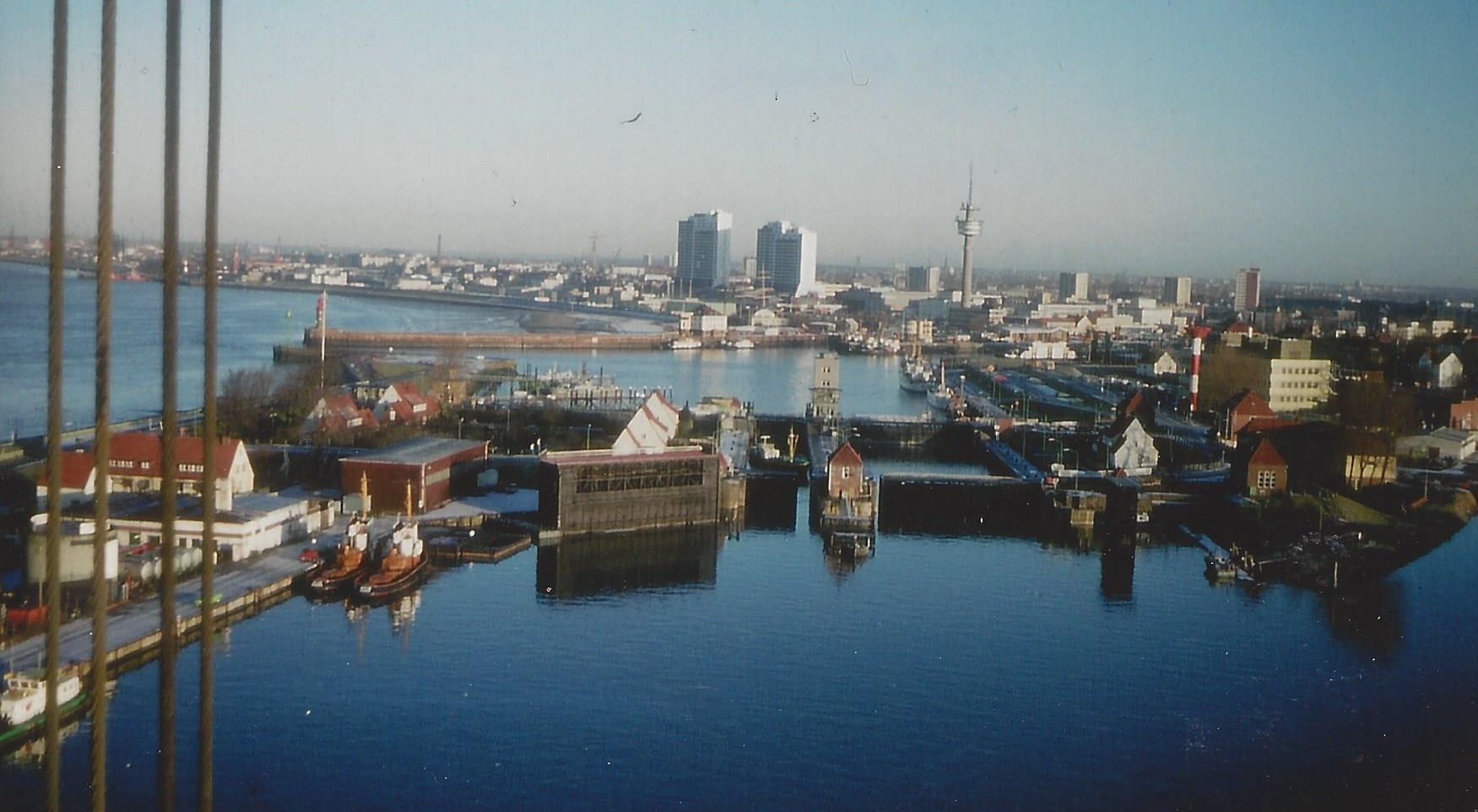
Alte Doppelschleuse vor der Geestemündung

Die Doppelschleuse Fischereihafen im Bremerhavener Stadtteil Geestemünde ist eine Schleuse mit zwei Kammern, die den Fischereihafen mit der Weser verbindet.

## Baugeschichte

### Alte Schleuse
Die Doppelschleuse wurde in den Jahren 1921 bis 1925 erbaut, um den dahinter liegenden Fischereihafen unabhängig von den Gezeiten und wechselnden Wasserständen betreiben zu können.
Die beiden Kammern hatten zunächst folgende Abmessungen:
|                           | Große Kammer | Kleine Kammer |
| ------------------------- | ------------ | ------------- |
| Länge:                    | 95 m         | 100 m         |
| Breite der Kammer:        | 30 m         | 12 m          |
| Durchfahrtsbreite:        | 28,5 m       | 11 m          |
| Drempeltiefe (unter SKN): | 6,32 m       | 6,32 m        |

### Neue Schleuse
Da die Hauptkammer der Doppelschleuse sich als zu klein für die wachsenden Schiffsgrößen erwies und auch die im Fischereihafen ansässigen Werftbetriebe einschränkte, beschloss der Senat der Freien Hansestadt Bremen im Juni 1996 den Bau einer neuen Hauptkammer. Die neue Hauptkammer wurde nach vier Jahren Bauzeit im Jahr 2001 ihrer Bestimmung übergeben.
Heute haben die beiden Kammern folgende Abmessungen:
|                           | Große Kammer | Kleine Kammer |
| ------------------------- | ------------ | ------------- |
| Länge:                    | 181 m        | 106 m         |
| Breite der Kammer:        | 35 m         | 12 m          |
| Durchfahrtsbreite:        | 35 m         | 12 m          |
| Drempeltiefe (unter SKN): | 7,95 m       | 5,77 m        |

Das Betriebsgebäude befindet sich neben der großen Kammer auf der Ostseite der Schleusenanlage. Beide Schleusen verfügen über ein Pumpwerk. Um Wartezeiten für den über die Schleuse geführten Verkehr während des Schleusenvorgangs zu minimieren, befinden sich auf den Toren am Außen- wie auch am Binnenhaupt Fahrbahn und Fußweg, die über Klappbrücken über den Ober- und Unterkanal der kleinen Kammer geführt werden.

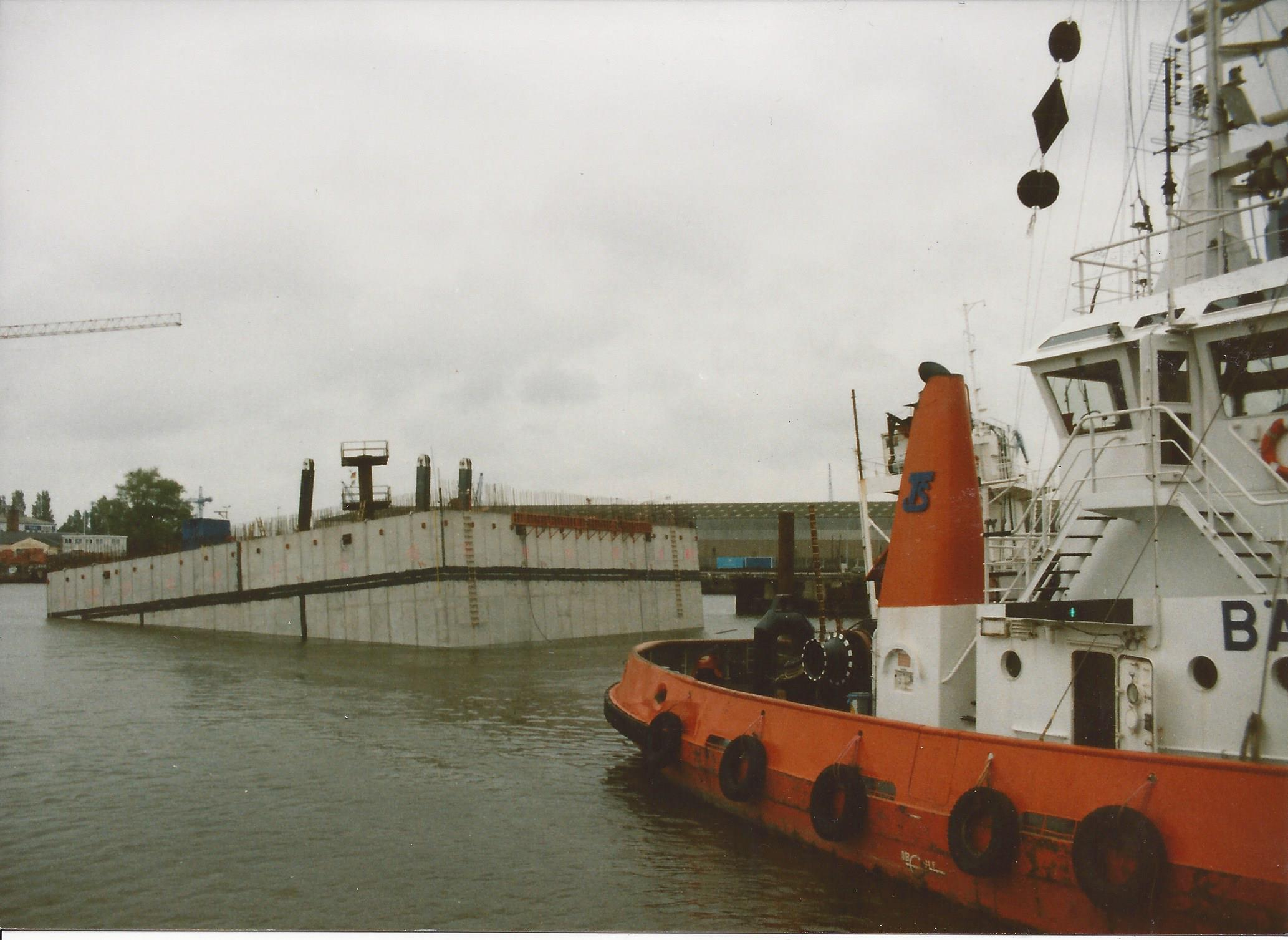
Neuer Drempel
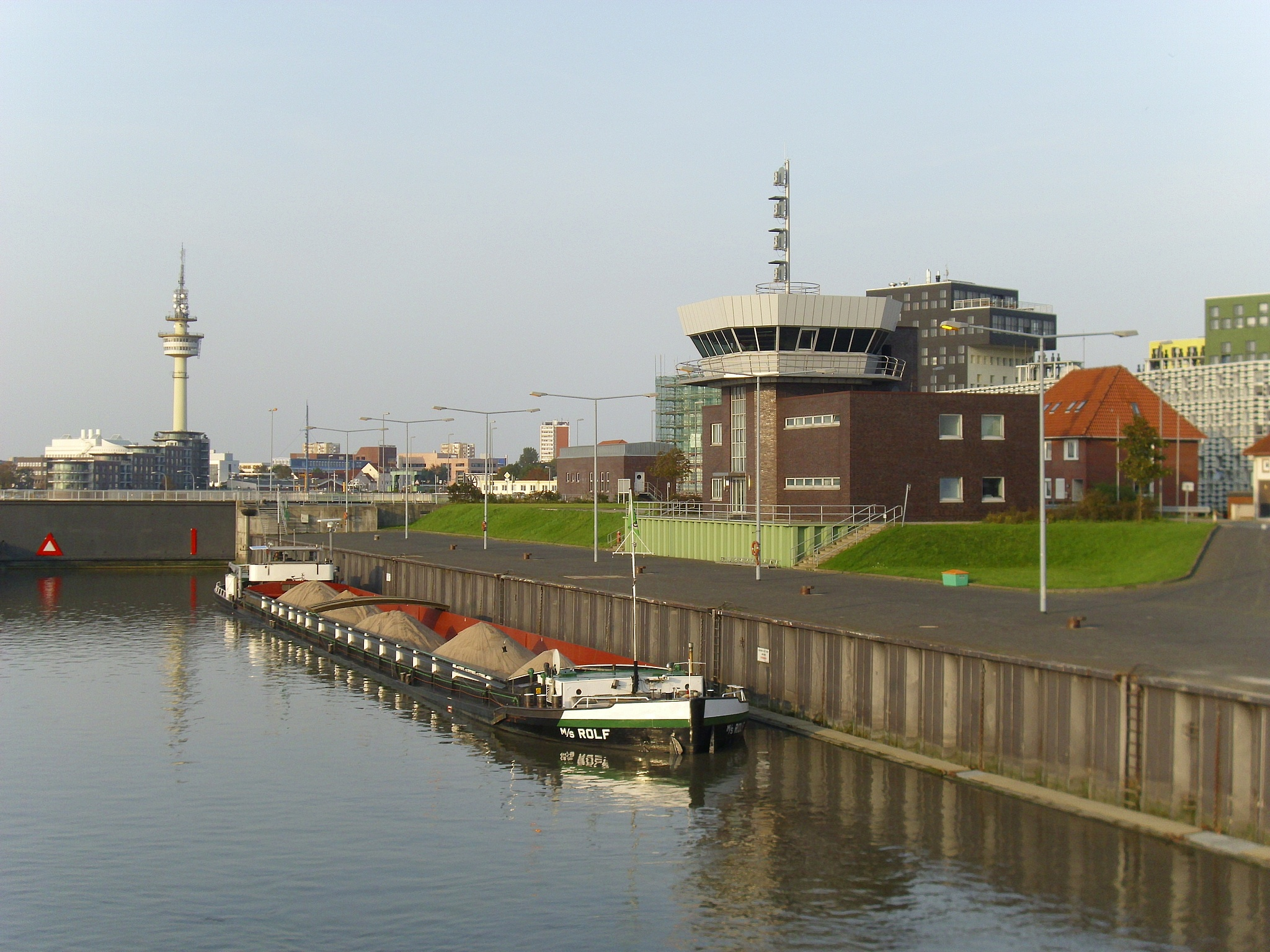
Binnenschiff am neuen Steuerstand

## Wohnsiedlung
Zugleich mit der Schleusenanlage wurde 1925 zu beiden Seiten für die Bediensteten der Hafenbehörde eine kleine Wohnsiedlung errichtet. Die zehn zu fünf Doppelhäusern zusammengefassten Wohneinheiten waren aus standardisierten Bauelementen zusammengesetzt. Den Straßen abgekehrt standen sie in heckengerahmten Nutzgärten. Den Straßen zugewandt war ein kleiner Stallanbau für Hühner und Schweine. Auch eine Waschküche war im Anbau untergebracht. Autozufahrten oder Garagen waren auf dem Gelände nicht vorgesehen; denn der Arbeitsplatz lag vor der Tür und Nachbarschaftshilfe war selbstverständlich. Zum Einkauf oder zur Schule fuhr man mit dem Fahrrad nach Geestemünde. Hohe Deiche und Bäume schützten vor dem Westwind, aber nicht vor dem  Höllenlärm der  Niethämmer der nahen  Seebeck-Werft. Erst nach dem Zweiten Weltkrieg minderte die Einführung des Schweißens die Lärmbelästigung. Die Häuser erhielten Bäder und Heizungen, blieben im Grundriss aber erhalten. Die Bäume wurden in den 1960er Jahren gefällt. In den Häusern wohnten bis zuletzt das Schleusenpersonal und Bedienstete des Bauhofs, den das  Hansestadt Bremische Amt auf der östlichen Landseite der Doppelschleuse angesiedelt hatte.

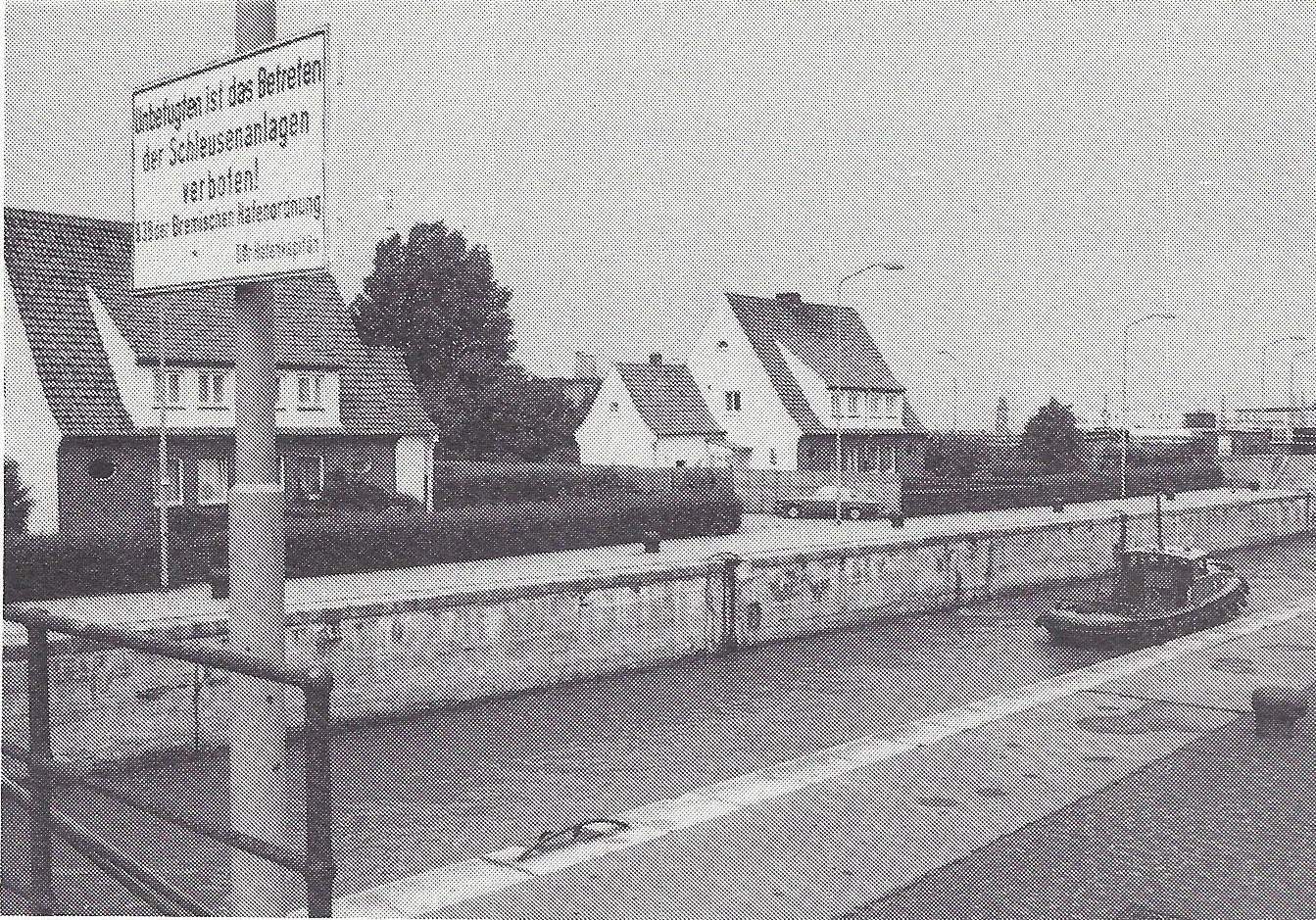
Westliche Wohnhäuser
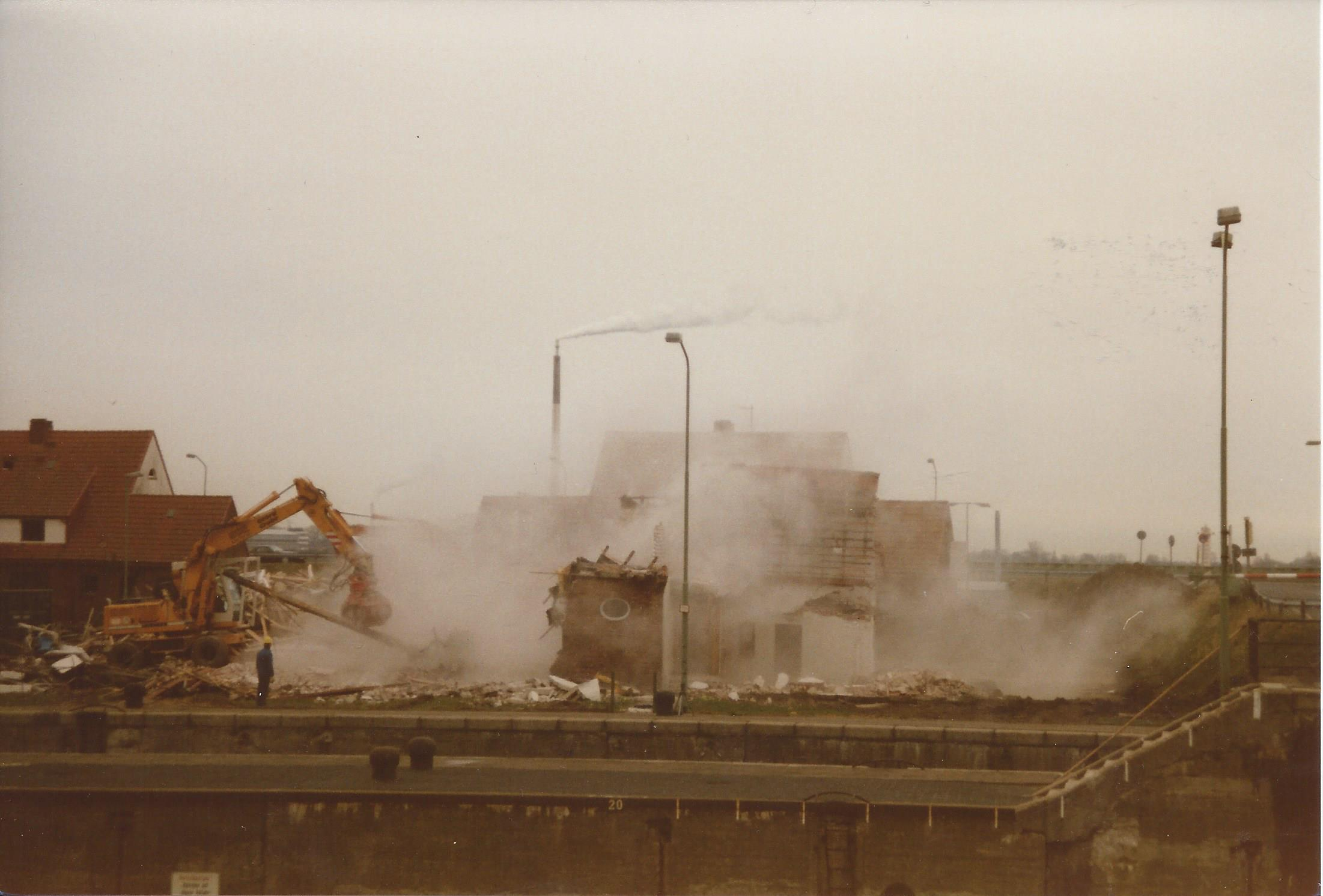
Abriss

## Zollschiffstation
Neben der Wetterwarte lag auf der westlichen Nordseite der Doppelschleuse das nach 1945 errichtete Gebäude des Zollgrenzkommissariats II. Die zwei Patrouillenboote mit 2000 und 800 PS hatten ihren Liegeplatz an einem Schwimmsteg im Geeste-Vorhafen.

## Verkehr
Linienbusverkehr in Richtung Seedeich gab es erstmals Anfang der 1930er-Jahre. Seit Mitte der 1960er-Jahre verkehrt wieder eine Buslinie über die Schleuse.